# CPC (cost per click)
CPC (cost per click) – współczynnik efektywności reklamy; jest to stosunek kosztów włożonych w emisję reklamy do liczby kliknięć w daną reklamę.
Ustalanie modelu CPC wiąże się z pojęciem płatności za kliknięcie (PPC).